# Вагензейль, Ив
Ив Ва́гензейль (нем. Yves Wagenseil; род. 17 апреля 2000) — швейцарский кёрлингист.
В составе смешанной сборной Швейцарии бронзовый призёр чемпионата мира 2024. В составе юниорской мужской сборной Швейцарии серебряный призёр чемпионата мира 2020. Чемпион Швейцарии среди смешанных команд и юниоров.
В «классическом» кёрлинге (команда из четырёх человек одного пола) играет в основном на позициях третьего и четвёртого. В нескольких сезонах скип команды.

## Достижения
- Чемпионат мира по кёрлингу среди смешанных команд: бронза (2024).
- Чемпионат Швейцарии по кёрлингу среди смешанных команд: золото (2024, 2025).
- Чемпионат мира по кёрлингу среди юниоров: бронза (2020).
- Чемпионат Швейцарии по кёрлингу среди юниоров: золото (2019).

## Команды
| Сезон                          | Четвёртый     | Третий              | Второй         | Первый          | Запасной                                             | Турниры               |
| ------------------------------ | ------------- | ------------------- | -------------- | --------------- | ---------------------------------------------------- | --------------------- |
| 2014—15                        | Cyril Gertsch | Ив Вагензейль       | Kevin Tschudi  | Jonas Weiss     | тренер: Marco Klaiber                                | ЧШЮ 2015 (8 место)    |
| 2016—17                        | Ив Вагензейль | Philippe Loertscher | Патрик Лёртшер | Justin Hausherr | Cyril Gertsch тренер: Patrick Schneider              |                       |
| 2018—19                        | Yves Stocker  | Ив Вагензейль       | Felix Eberhard | Marcel Gertsch  | тренеры: Родгер Густаф Шмидт, Daniel Stocker         | ЧШЮ 2019              |
| 2018—19                        | Oliver Widmer | Andrin Schnider     | Nicola Stoll   | Fabian Schmid   | Ив Вагензейль тренеры: Emil Schnider, Peter Hartmann | ЧШЮ 2019 (6 место)    |
| 2019—20                        | Yves Stocker  | Ив Вагензейль       | Felix Eberhard | Marcel Gertsch  | Marco Hösli тренер: Родгер Густаф Шмидт              | ЧМЮ 2020              |
| Кёрлинг среди смешанных команд |               |                     |                |                 |                                                      |                       |
| 2022—23                        | Ив Вагензейль | Нора Вюст           | Дитер Вюст     | Марион Вюст     |                                                      | ЧШСК 2023 (5 место)   |
| 2023—24                        | Ив Вагензейль | Нора Вюст           | Дитер Вюст     | Марион Вюст     |                                                      | ЧШСК 2024             |
| 2024—25                        | Ив Вагензейль | Нора Вюст           | Дитер Вюст     | Марион Вюст     | тренер: Carola Wueest (ЧМСК)                         | ЧМСК 2024 · ЧШСК 2025 |

(скипы выделены полужирным шрифтом)